# La Florida, Angel R. Cabada
La Florida är en ort i Mexiko.   Den ligger i kommunen Angel R. Cabada och delstaten Veracruz, i den sydöstra delen av landet, 400 km öster om huvudstaden Mexico City. La Florida ligger 36 meter över havet och antalet invånare är 758.
Terrängen runt La Florida är platt åt nordväst, men åt sydost är den kuperad. Runt La Florida är det ganska tätbefolkat, med 96 invånare per kvadratkilometer. Närmaste större samhälle är Angel R. Cabadas, 8,5 km väster om La Florida. Omgivningarna runt La Florida är en mosaik av jordbruksmark och naturlig växtlighet.